# Kyabram
Kyabram är en ort i Australien. Den ligger i kommunen Campaspe och delstaten Victoria, omkring 170 kilometer norr om delstatshuvudstaden Melbourne.
Runt Kyabram är det glesbefolkat, med 10 invånare per kvadratkilometer.. Kyabram är det största samhället i trakten.
Trakten runt Kyabram består till största delen av jordbruksmark. Genomsnittlig årsnederbörd är 612 millimeter. Den regnigaste månaden är februari, med i genomsnitt 97 mm nederbörd, och den torraste är oktober, med 26 mm nederbörd.